# Sami Samir
Sami Samir (arabe  سامي سمير, hébreu סמי סמיר), né en 1972 à Jérusalem, est un acteur israélien de cinéma et de théâtre.
Sa famille est originaire d’Égypte. Sa sœur Haya Samir est chanteuse et son père Joseph Samir, opposant au régime égyptien, s’est réfugié en Israël. Sami Samir est sorti diplômé du Nissan Nativ Acting Studio de Jérusalem en 1995. Il est directeur artistique au Psik Theater (psīq : virgule) à Jérusalem.

## Filmographie
- 2012 : Chiapas the Heart of Coffee d’Alejandro González Padilla : Iquibalam
- 2009 : Agora  d’Alejandro Amenábar : Cyrille (comme Sammy Samir)
- 2008 : Mensonges d'État de Ridley Scott : Chauffeur de taxi – Frontière syrienne
- 2006 : La Nativité de Catherine Hardwicke : Le voleur
- 2005 : Munich de Steven Spielberg : Abu Halla - Ahmed Chic Thaa
- 2004 : Tahara de Doron Eran : Mustafa
- 2003 : Strangers de Guy Nattiv et Erez Tadmor
- 2003 : Abraham (TV), de la série God's Stories : Ismaël
- 2001 : Asphalt Zahov (Asphalte jaune) de Dan Verete
- 2001 : Le Tombeau de Jonas McCord : Achmed
- 1994 : Retour de flammes (Chain of Command) de David Worth : Conducteur de camion
- 1992 : Hostages de David Wheatley  (TV) : Ahmad
- 1992 : Cup Final (Gmar Gavi'a) d’Eran Riklis : Halil
- 1992 : Au-delà des murs II (Me'Ahorei Hasoragim II) d’Uri Barbash : Riad